# Gabriel Torje
Andrei Gabriel Torje (Timișoara, 22 novembre 1989) è un calciatore rumeno, centrocampista del Câmpulung Muscel.

## Caratteristiche tecniche
Destrorso, gioca nel ruolo di seconda punta. Può, all'occorrenza, essere schierato come centrocampista offensivo o trequartista.

## Carriera

### Club

#### Politehnica Timișoara
Scoperto da Gheorghe Hagi durante un campo estivo delle giovanili del Timișoara, Torje debutta in prima squadra nella stagione 2005-2006 durante la partita contro l'Argeș Pitești a sedici anni e cinque mesi. È il terzo giocatore più giovane ad aver esordito in Liga I. Segna la sua prima rete alla seconda partita, contro il Farul Constanța.

#### Dinamo București
Il 15 gennaio 2008 firma un contratto di cinque anni con la Dinamo Bucarest. Il costo del trasferimento è di circa due milioni di euro, la cifra più alta mai pagata per un trasferimento interno alla Liga I. Torje gioca la sua centesima partita di Liga I con la Dinamo il 6 maggio 2011, nella sconfitta contro il Cluj. Il 22 novembre 2008, durante la sua festa di compleanno, Torje viene filmato, in compagnia dei compagni di squadra Cristian Pulhac e Adrian Ropotan, mentre da ubriaco canta Steaua e numai una, l'inno dei tifosi della Steaua Bucarest, storici rivali della Dinamo. I tre calciatori vengono minacciati dai tifosi della loro squadra e la società impone loro di pagare una multa da 5.000 euro a testa.

#### Udinese
Il 30 agosto 2011 firma un contratto quinquennale con la società italiana dell'Udinese, per 7 milioni di euro. Esordisce da titolare con la squadra friulana l'11 settembre 2011, in Lecce-Udinese (0-2), servendo a Di Natale la palla del 2-0.
Il 5 febbraio 2012 segna il suo primo gol con la maglia dell'Udinese nella gara persa 3-2 dai suoi in casa della Fiorentina, suo il gol che chiuse i conti. Il 24 marzo dello stesso anno segna il gol del definitivo 1-1 allo Stadio Renzo Barbera al Palermo.

#### Il prestito al Granada
Il 27 giugno 2012 si trasferisce in prestito al Granada fino al 30 giugno 2013

#### Il prestito all'Espanyol
Il 2 settembre 2013 fa di nuovo ritorno in prestito in Spagna accordandosi coi catalani dell'Espanyol. Ha scelto di indossare la maglia n°25.

### Nazionale
A diciassette anni, convocato da Emil Săndoi, Torje fa il suo esordio con l'Under-21 rumena, rappresentativa di cui diventa capitano.
Il 3 settembre 2010, all'età di 20 anni, debutta nella nazionale maggiore, convocato da Răzvan Lucescu per la partita contro l'Albania. Realizza il suo primo gol in nazionale nell'amichevole del 9 febbraio 2011 contro Cipro.
Il 2 settembre 2011 sigla la sua prima doppietta in nazionale, contro il Lussemburgo.
Il 15 novembre 2011 segna il goal del 1-0 in amichevole contro la Grecia, partita poi finita 3-1 per la Romania.
Viene convocato per gli Europei 2016 in Francia.

## Statistiche

### Presenze e reti nei club
Statistiche aggiornate al 12 dicembre 2015.
| Stagione               | Squadra                | Campionato             | Campionato | Campionato | Coppe nazionali | Coppe nazionali | Coppe nazionali | Coppe continentali | Coppe continentali | Coppe continentali | Altre coppe | Altre coppe | Altre coppe | Totale | Totale |
| Stagione               | Squadra                | Comp                   | Pres       | Reti       | Comp            | Pres            | Reti            | Comp               | Pres               | Reti               | Comp        | Pres        | Reti        | Pres   | Reti   |
| ---------------------- | ---------------------- | ---------------------- | ---------- | ---------- | --------------- | --------------- | --------------- | ------------------ | ------------------ | ------------------ | ----------- | ----------- | ----------- | ------ | ------ |
| 2005-gen. 2006         | CFR Timișoara          | Liga II                | 8          | 1          | CR              | 0               | 0               | -                  | 0                  | 0                  | -           | -           | -           | 8      | 1      |
| gen.-giu. 2006         | Poli Timișoara         | Liga I                 | 5          | 1          | CR              | 0               | 0               | -                  | -                  | -                  | -           | -           | -           | 5      | 1      |
| 2006-2007              | Poli Timișoara         | Liga I                 | 15         | 0          | CR              | 0               | 0               | -                  | -                  | -                  | -           | -           | -           | 15     | 0      |
| 2007-gen. 2008         | Poli Timișoara         | Liga I                 | 17         | 1          | CR              | 0               | 0               | -                  | -                  | -                  | -           | -           | -           | 17     | 1      |
| Totale Poli Timișoara  | Totale Poli Timișoara  | Totale Poli Timișoara  | 37         | 2          |                 | 0               | 0               |                    | 0                  | 0                  |             |             |             | 37     | 2      |
| gen.-giu. 2008         | Dinamo Bucarest        | Liga I                 | 15         | 1          | CR              | 0               | 0               | -                  | -                  | -                  | -           | -           | -           | 15     | 1      |
| 2008-2009              | Dinamo Bucarest        | Liga I                 | 29         | 3          | CR              | 3               | 0               | CU                 | 2                  | 0                  | -           | -           | -           | 34     | 3      |
| 2009-2010              | Dinamo Bucarest        | Liga I                 | 29         | 3          | CR              | 3               | 0               | UEL                | 8                  | 0                  | -           | -           | -           | 40     | 3      |
| 2010-2011              | Dinamo Bucarest        | Liga I                 | 25         | 9          | CR              | 3               | 1               | UEL                | 4                  | 1                  | -           | -           | -           | 36     | 11     |
| ago. 2011              | Dinamo Bucarest        | Liga I                 | 5          | 1          | CR              | 0               | 0               | UEL                | 4                  | 1                  | -           | -           | -           | 9      | 2      |
| Totale Dinamo Bucarest | Totale Dinamo Bucarest | Totale Dinamo Bucarest | 125        | 25         |                 | 11              | 1               |                    | 18                 | 2                  |             | -           | -           | 154    | 28     |
| ago. 2011-2012         | Udinese                | A                      | 21         | 2          | CI              | 1               | 0               | UEL                | 0                  | 0                  | -           | -           | -           | 22     | 2      |
| 2012-2013              | Granada                | PD                     | 34         | 3          | CR              | 1               | 0               | -                  | -                  | -                  | -           | -           | -           | 35     | 3      |
| 2013-2014              | Espanyol               | PD                     | 12         | 0          | CR              | 3               | 0               | -                  | -                  | -                  | -           | -           | -           | 15     | 0      |
| 2014-2015              | Konyaspor              | SL                     | 27         | 5          | TK              | 9               | 1               | -                  | -                  | -                  | -           | -           | -           | 36     | 6      |
| 2015-2016              | Osmanlıspor            | SL                     | 25         | 3          | TK              | 1               | 0               | -                  | -                  | -                  | -           | -           | -           | 26     | 3      |
| 2016-2017              | Terek Groznyj          | PL                     | 10         | 0          | KR              | 0               | 0               | -                  | -                  | -                  | -           | -           | -           | 10     | 0      |
| 2017-gen. 2018         | Karabükspor            | SL                     | 15         | 3          | TK              | 3               | 1               | -                  | -                  | -                  | -           | -           | -           | 18     | 4      |
| gen.-giu. 2018         | Dinamo Bucarest        | Liga I                 | 7          | 2          | CR              | 1               | 0               | -                  | -                  | -                  | -           | -           | -           | 8      | 2      |
| 2018-2019              | Sivasspor              | SL                     | 19         | 0          | TK              | 1               | 0               | -                  | -                  | -                  | -           | -           | -           | 20     | 0      |
| gen.-giu. 2020         | Larissa                | SL                     | 10         | 2          | CG              | 0               | 0               | -                  | -                  | -                  | -           | -           | -           | 10     | 2      |
| 2020-gen. 2021         | Larissa                | SL                     | 8          | 0          | CG              | 0               | 0               | -                  | -                  | -                  | -           | -           | -           | 8      | 0      |
| Totale Larissa         | Totale Larissa         | Totale Larissa         | 18         | 2          |                 | 0               | 0               |                    | -                  | -                  |             | -           | -           | 18     | 2      |
| gen.-giu. 2021         | Bandırmaspor           | T1L                    | 8          | 1          | TK              | 0               | 0               | -                  | -                  | -                  | -           | -           | -           | 8      | 1      |
| 2021-2022              | Dinamo Bucarest        | Liga I                 | 15         | 6          | CR              | 1               | 0               | -                  | -                  | -                  | -           | -           | -           | 16     | 6      |
| Totale Dinamo Bucarest | Totale Dinamo Bucarest | Totale Dinamo Bucarest | 125        | 25         |                 | 11              | 1               |                    | 18                 | 2                  |             | -           | -           | 154    | 28     |
| Totale carriera        | Totale carriera        | Totale carriera        | 360        | 49         |                 | 30              | 3               |                    | 18                 | 2                  |             | -           | -           | 408    | 54     |

### Cronologia presenze e reti in nazionale
| Cronologia completa delle presenze e delle reti in nazionale ― Romania | Cronologia completa delle presenze e delle reti in nazionale ― Romania | Cronologia completa delle presenze e delle reti in nazionale ― Romania | Cronologia completa delle presenze e delle reti in nazionale ― Romania | Cronologia completa delle presenze e delle reti in nazionale ― Romania | Cronologia completa delle presenze e delle reti in nazionale ― Romania | Cronologia completa delle presenze e delle reti in nazionale ― Romania | Cronologia completa delle presenze e delle reti in nazionale ― Romania |
| Data                                                                   | Città                                                                  | In casa                                                                | Risultato                                                              | Ospiti                                                                 | Competizione                                                           | Reti                                                                   | Note                                                                   |
| ---------------------------------------------------------------------- | ---------------------------------------------------------------------- | ---------------------------------------------------------------------- | ---------------------------------------------------------------------- | ---------------------------------------------------------------------- | ---------------------------------------------------------------------- | ---------------------------------------------------------------------- | ---------------------------------------------------------------------- |
| 3-9-2010                                                               | Piatra Neamț                                                           | Romania                                                                | 1 – 1                                                                  | Albania                                                                | Qual. Euro 2012                                                        | -                                                                      |                                                                        |
| 7-9-2010                                                               | Minsk                                                                  | Bielorussia                                                            | 0 – 0                                                                  | Romania                                                                | Qual. Euro 2012                                                        | -                                                                      | 46’                                                                    |
| 17-11-2010                                                             | Klagenfurt am Wörthersee                                               | Italia                                                                 | 1 – 1                                                                  | Romania                                                                | Amichevole                                                             | -                                                                      | 32’ 58’                                                                |
| 9-2-2011                                                               | Paralimni                                                              | Cipro                                                                  | 1 – 1 dts (4 – 5 dtr)                                                  | Romania                                                                | Torneo di Cipro 2011 - Finale 3º posto                                 | 1                                                                      | 67’                                                                    |
| 26-3-2011                                                              | Zenica                                                                 | Bosnia ed Erzegovina                                                   | 2 – 1                                                                  | Romania                                                                | Qual. Euro 2012                                                        | -                                                                      | 70’                                                                    |
| 29-3-2011                                                              | Piatra Neamț                                                           | Romania                                                                | 3 – 1                                                                  | Lussemburgo                                                            | Qual. Euro 2012                                                        | -                                                                      | 46’                                                                    |
| 3-6-2011                                                               | Bucarest                                                               | Romania                                                                | 3 – 0                                                                  | Bosnia ed Erzegovina                                                   | Qual. Euro 2012                                                        | -                                                                      |                                                                        |
| 7-6-2011                                                               | San Paolo                                                              | Brasile                                                                | 1 – 0                                                                  | Romania                                                                | Amichevole                                                             | -                                                                      |                                                                        |
| 11-6-2011                                                              | Asunción                                                               | Paraguay                                                               | 2 – 0                                                                  | Romania                                                                | Amichevole                                                             | -                                                                      | 84’                                                                    |
| 10-8-2011                                                              | Serravalle                                                             | San Marino                                                             | 0 – 1                                                                  | Romania                                                                | Amichevole                                                             | -                                                                      | 73’                                                                    |
| 2-9-2011                                                               | Lussemburgo                                                            | Lussemburgo                                                            | 0 – 2                                                                  | Romania                                                                | Qual. Euro 2012                                                        | 2                                                                      | 19’ 76’                                                                |
| 7-10-2011                                                              | Bucarest                                                               | Romania                                                                | 2 – 2                                                                  | Bielorussia                                                            | Qual. Euro 2012                                                        | -                                                                      |                                                                        |
| 11-10-2011                                                             | Tirana                                                                 | Albania                                                                | 1 – 1                                                                  | Romania                                                                | Qual. Euro 2012                                                        | -                                                                      | 63’                                                                    |
| 11-11-2011                                                             | Liegi                                                                  | Belgio                                                                 | 2 – 1                                                                  | Romania                                                                | Amichevole                                                             | -                                                                      | 46’                                                                    |
| 15-11-2011                                                             | Altach                                                                 | Grecia                                                                 | 1 – 3                                                                  | Romania                                                                | Amichevole                                                             | 1                                                                      |                                                                        |
| 29-2-2012                                                              | Bucarest                                                               | Romania                                                                | 1 – 1                                                                  | Uruguay                                                                | Amichevole                                                             | -                                                                      |                                                                        |
| 30-5-2012                                                              | Lucerna                                                                | Svizzera                                                               | 0 – 1                                                                  | Romania                                                                | Amichevole                                                             | -                                                                      | 82’                                                                    |
| 5-6-2012                                                               | Innsbruck                                                              | Austria                                                                | 0 – 0                                                                  | Romania                                                                | Amichevole                                                             | -                                                                      | 85’                                                                    |
| 15-8-2012                                                              | Lubiana                                                                | Slovenia                                                               | 4 – 3                                                                  | Romania                                                                | Amichevole                                                             | 1                                                                      | 32’                                                                    |
| 7-9-2012                                                               | Tallinn                                                                | Estonia                                                                | 0 – 2                                                                  | Romania                                                                | Qual. Mondiali 2014                                                    | 1                                                                      |                                                                        |
| 11-9-2012                                                              | Bucarest                                                               | Romania                                                                | 2 – 0                                                                  | Andorra                                                                | Qual. Mondiali 2014                                                    | 1                                                                      |                                                                        |
| 12-10-2012                                                             | Istanbul                                                               | Turchia                                                                | 0 – 1                                                                  | Romania                                                                | Qual. Mondiali 2014                                                    | -                                                                      |                                                                        |
| 16-10-2012                                                             | Bucarest                                                               | Romania                                                                | 1 – 4                                                                  | Paesi Bassi                                                            | Qual. Mondiali 2014                                                    | -                                                                      | 66’                                                                    |
| 14-11-2012                                                             | Bucarest                                                               | Romania                                                                | 2 – 1                                                                  | Belgio                                                                 | Amichevole                                                             | 1                                                                      | 46’                                                                    |
| 6-2-2013                                                               | Malaga                                                                 | Australia                                                              | 2 – 3                                                                  | Romania                                                                | Amichevole                                                             | 1                                                                      | 60’ 90’                                                                |
| 22-3-2013                                                              | Budapest                                                               | Ungheria                                                               | 2 – 2                                                                  | Romania                                                                | Qual. Mondiali 2014                                                    | -                                                                      | 66’                                                                    |
| 26-3-2013                                                              | Amsterdam                                                              | Paesi Bassi                                                            | 4 – 0                                                                  | Romania                                                                | Qual. Mondiali 2014                                                    | -                                                                      | 62’                                                                    |
| 4-6-2013                                                               | Bucarest                                                               | Romania                                                                | 4 – 0                                                                  | Trinidad e Tobago                                                      | Amichevole                                                             | -                                                                      |                                                                        |
| 14-8-2013                                                              | Bucarest                                                               | Romania                                                                | 1 – 1                                                                  | Slovacchia                                                             | Amichevole                                                             | -                                                                      | 62’                                                                    |
| 6-9-2013                                                               | Bucarest                                                               | Romania                                                                | 3 – 0                                                                  | Ungheria                                                               | Qual. Mondiali 2014                                                    | -                                                                      | 58’                                                                    |
| 10-9-2013                                                              | Bucarest                                                               | Romania                                                                | 0 – 2                                                                  | Turchia                                                                | Qual. Mondiali 2014                                                    | -                                                                      |                                                                        |
| 11-10-2013                                                             | Andorra la Vella                                                       | Andorra                                                                | 0 – 4                                                                  | Romania                                                                | Qual. Mondiali 2014                                                    | 1                                                                      | 46’                                                                    |
| 15-10-2013                                                             | Bucarest                                                               | Romania                                                                | 2 – 0                                                                  | Estonia                                                                | Qual. Mondiali 2014                                                    | -                                                                      | 57’                                                                    |
| 15-11-2013                                                             | Atene                                                                  | Grecia                                                                 | 3 – 1                                                                  | Romania                                                                | Qual. Mondiali 2014                                                    | -                                                                      | 75’                                                                    |
| 19-11-2013                                                             | Bucarest                                                               | Romania                                                                | 1 – 1                                                                  | Grecia                                                                 | Qual. Mondiali 2014                                                    | -                                                                      | 56’                                                                    |
| 5-3-2014                                                               | Bucarest                                                               | Romania                                                                | 0 – 0                                                                  | Argentina                                                              | Amichevole                                                             | -                                                                      | 46’                                                                    |
| 7-9-2014                                                               | Atene                                                                  | Grecia                                                                 | 0 – 1                                                                  | Romania                                                                | Qual. Euro 2016                                                        | -                                                                      | 90’                                                                    |
| 14-10-2014                                                             | Helsinki                                                               | Finlandia                                                              | 0 – 2                                                                  | Romania                                                                | Qual. Euro 2016                                                        | -                                                                      |                                                                        |
| 14-11-2014                                                             | Bucarest                                                               | Romania                                                                | 2 – 0                                                                  | Irlanda del Nord                                                       | Qual. Euro 2016                                                        | -                                                                      | 80’                                                                    |
| 29-3-2015                                                              | Ploiești                                                               | Romania                                                                | 1 – 0                                                                  | Fær Øer                                                                | Qual. Euro 2016                                                        | -                                                                      | 71’ 84’                                                                |
| 13-6-2015                                                              | Belfast                                                                | Irlanda del Nord                                                       | 0 – 0                                                                  | Romania                                                                | Qual. Euro 2016                                                        | -                                                                      | 78’                                                                    |
| 4-9-2015                                                               | Budapest                                                               | Ungheria                                                               | 0 – 0                                                                  | Romania                                                                | Qual. Euro 2016                                                        | -                                                                      | 89’                                                                    |
| 7-9-2015                                                               | Bucarest                                                               | Romania                                                                | 0 – 0                                                                  | Grecia                                                                 | Qual. Euro 2016                                                        | -                                                                      |                                                                        |
| 8-10-2015                                                              | Bucarest                                                               | Romania                                                                | 1 – 1                                                                  | Finlandia                                                              | Qual. Euro 2016                                                        | -                                                                      | 87’                                                                    |
| 11-10-2015                                                             | Tórshavn                                                               | Fær Øer                                                                | 0 – 3                                                                  | Romania                                                                | Qual. Euro 2016                                                        | -                                                                      | 18’ 78’                                                                |
| 17-11-2015                                                             | Bologna                                                                | Italia                                                                 | 2 – 2                                                                  | Romania                                                                | Amichevole                                                             | -                                                                      | 69’                                                                    |
| 23-3-2016                                                              | Giurgiu                                                                | Romania                                                                | 1 – 0                                                                  | Lituania                                                               | Amichevole                                                             | -                                                                      | 58’                                                                    |
| 27-3-2016                                                              | Cluj-Napoca                                                            | Romania                                                                | 0 – 0                                                                  | Spagna                                                                 | Amichevole                                                             | -                                                                      | 61’                                                                    |
| 25-5-2016                                                              | Como                                                                   | RD del Congo                                                           | 1 – 1                                                                  | Romania                                                                | Amichevole                                                             | -                                                                      | 59’                                                                    |
| 29-5-2016                                                              | Torino                                                                 | Romania                                                                | 3 – 4                                                                  | Ucraina                                                                | Amichevole                                                             | 1                                                                      | 69’                                                                    |
| 3-6-2016                                                               | Bucarest                                                               | Romania                                                                | 5 – 1                                                                  | Georgia                                                                | Amichevole                                                             | 1                                                                      | 73’                                                                    |
| 10-6-2016                                                              | Saint-Denis                                                            | Francia                                                                | 2 – 1                                                                  | Romania                                                                | Euro 2016 - 1º turno                                                   | -                                                                      | 82’                                                                    |
| 15-6-2016                                                              | Parigi                                                                 | Romania                                                                | 1 – 1                                                                  | Svizzera                                                               | Euro 2016 - 1º turno                                                   | -                                                                      |                                                                        |
| 19-6-2016                                                              | Lione                                                                  | Romania                                                                | 0 – 1                                                                  | Albania                                                                | Euro 2016 - 1º turno                                                   | -                                                                      | 57’ 90+3’                                                              |
| 4-9-2016                                                               | Cluj-Napoca                                                            | Romania                                                                | 1 – 1                                                                  | Montenegro                                                             | Qual. Mondiali 2018                                                    | -                                                                      | 70’                                                                    |
| 9-11-2017                                                              | Cluj-Napoca                                                            | Romania                                                                | 2 – 0                                                                  | Turchia                                                                | Amichevole                                                             | -                                                                      | 62’                                                                    |
| 14-11-2017                                                             | Bucarest                                                               | Romania                                                                | 0 – 3                                                                  | Paesi Bassi                                                            | Amichevole                                                             | -                                                                      | 63’                                                                    |
| Totale                                                                 |                                                                        | Presenze                                                               | 57                                                                     |                                                                        | Reti                                                                   | 12                                                                     |                                                                        |